# 26-я флотилия кригсмарине
26-я флотилия подводных лодок кригсмарине — подразделение военно-морского флота нацистской Германии.

## История
26-я флотилия была создана в апреле 1941 года как учебное подразделение. Экипажи кораблей поступали в 26-ю флотилию для прохождения трёх- или четырёхнедельных тренировок перед сдачей экзамена в ходе тактических учений в 27-й флотилии. Командующим 26-й флотилией стал корветтен-капитан Ганс-Геррит фон Штокхаузен.
Флотилия была расформирована в мае 1945 года.

## Состав
В состав 26-й флотилии входили 7 лодок:
| Тип  | Количество |
| ---- | ---------- |
| VIIB | 4          |
| VIIC | 2          |
| IXA  | 1          |

## Командиры
| Время                     | Командующий флотилией                        |
| ------------------------- | -------------------------------------------- |
| апрель 1941 — январь 1943 | корветтен-капитан Ганс-Геррит фон Штокхаузен |
| январь 1943 — апрель 1943 | корветтен-капитан Карл-Фридрих Мертен        |
| апрель 1943 — март 1945   | фрегаттен-капитан Гельмут Брюммер-Пациг      |
| апрель 1945 — май 1945    | корветтен-капитан Эрнст Бауэр                |